# Sepsis biflexuosa
Sepsis biflexuosa är en tvåvingeart som beskrevs av Gabriel Strobl 1893. Sepsis biflexuosa ingår i släktet Sepsis och familjen svängflugor. Enligt den finländska rödlistan är arten sårbar i Finland. Arten är reproducerande i Sverige. Artens livsmiljö är kulturmarker och andra av människan skapade miljöer. Inga underarter finns listade i Catalogue of Life.